# Гелони
Гелони (дав.-гр. Γελωνοί) — населення легендарного великого міста Гелон VI—V ст. до н. е., яке було розташоване в північній частині Скіфії у землях племені будинів. Єдиним джерелом інформації про місто і його населення є «Історії» давньогрецького історика і мандрівника Геродота, який вважав гелонів нащадками стародавніх греків-переселенців з Північного Причорномор'я.
Оскільки Геродот про місто дізнався з розповідей грецьких купців, а сам у ньому ніколи не був, більшість сучасних істориків вважають оповіді про місто та його населення недостовірними.

## Відомості Геродота про місто, населення та його побут
«Батько історії» написав кілька речень про вигляд самого міста:

| Щодо будинів... В їхній країні побудовано дерев'яне місто, що називається Гелон. Кожна частина його муру має завдовжки тридцять стадій, а мур високий і дерев'яний. І житла в них дерев'яні, а також і святилища. Є там святилища еллінських богів, обладнані по-еллінському, із статуями і жертовниками і з унутрішніми дерев'яними храмами. У кожні три роки вони святкують діонісії і вакхічно божеволіють. А гелони — це первісно елліни, що виселилися з емпоріїв і оселилися з будинами.[4] |
Тобто, Геродот вважав жителів міста греками-переселенцями з Північного Причорномор'я: не випадково для позначення Гелона він використовує типовий для грецької політичної лексики термін «поліс» (грец. πόλις), хоча опис самого міста подано в урбаністичному, а не політичному сенсі.
| Вони користуються то скіфською, то еллінською мовами.[6] |
З чого можна зробили висновок, що населення міста було змішаним і там проживала значна кількість скіфів. Деякі дослідники навіть вважають, що гелони — це одна з гілок скіфів.
Далі йде опис побуту населення міста і порівняння його з сусідами-будинами:
| А будини користуються не тією мовою, що гелони, і спосіб життя в них інший, бо будини — тубільці, кочовики... Гелони обробляють землю і споживають збіжжя і є в них сади і вони не схожі на будинів ні зовнішністю, ні кольором шкіри та волосся. Елліни називають також будинів гелонами, але це неправильно. Їхня країна вся вкрита різноманітним лісом, а в найбільшій гущавині лісу є велике і повноводне озеро, а також болото і навколо нього очерет. У тому озері ловлять видр та бобрів і ще інших звірів із квадратними мордами. З їхніх шкур шиють собі зимовий одяг.[6] |

## Гелони у Скіфо-перській війні

Один з варіантів маршруту
армії персів у 514/513 до н. е.
Маршрут Дарія I
Зворотний шлях Дарія I
Похід флоту іонян

Геродот розповідає, що під час невдалого походу перського царя Дарія I на скіфів у 514/513 до н. е., гелони, будини і савромати виступили союзниками останніх:
| Скіфи порадилися між собою і вирішили, що вони самі не спроможні помірятися силами і прогнати Дарія і послали вісників до сусідніх народів. І царі цих народів уже збиралися і радилися між собою, розуміючи, що проти них виступило велике військо. Це були царі таврів і агатірсів, і неврів, і андрофагів, і меланхлайнів, і гелонів, і будинів, і савроматів.[8] Гелони, будини і савромати мали спільну думку і обіцяли допомогти скіфам.[9] |
а інші запрошені до коаліції племена відмовилися.
Гелони приєдналися до війська скіфів і воювали під проводом скіфського воєначальника (або царя) Таксакія.
Під час бойових дій, скіфи та їх союзники змушені були відступати у глиб своєї країни і
| ...коли вони[перси] вдерлися до країни будинів, вони знайшли там дерев'яне місто, з якого будини повтікали і зовсім залишили його напризволяще, а перси спалили його.[11] |
Перед цим у «Історіях» згадувалося лише одне дерев'яне місто у землях будинів — Гелон, відтак, деякі дослідники, переконані, що спалили саме його, але ряд українських істориків та археологів послідовно заперечують можливість персів дійти так далеко на північ.

## Згадки гелонів у інших античних авторів (IVст. до н.е.— IVст. н.е.)
«Історії» Геродота були дуже популярними в часи античності і гелонів стародавні автори згадували ще протягом століть.
Так, давньогрецький філософ Арістотель (IV ст. до н. е.) писав:

| У скіфів, що звуться гелонами, водиться рідкісна тварина, яка називається тарандром |
Давньоримський поет Вергілій (I ст. до н. е.) у своїх «Георгіках» згадує їх двічі, зокрема, називає їх pictosque Gelonos (розмальовані гелони) та «швидкі гелони».
Давньоримський поет Горацій (I ст. до н. е.) використовує назву «гелони» як позначення дикого і суворого племені взагалі.
Наприкінці IV ст. н. е. Клавдіан у своїй поемі «Проти Руфіна» полемічно зображує племена Скіфії як прототипи варварів і в переліку згадує гелонів. Після цього згадок про гелонів немає.

## Зауваження
1. ↑  Римляни вважали, що всі варвари розмальовують тіло татуюваннями

### Словники
- Гелоны // Большая советская энциклопедия : в 30 т. / главн. ред. А. М. Прохоров. — 3-е изд. — М. : «Советская энциклопедия», 1969—1978. (рос.)
- Гелоны // Энциклопедический словарь : в 86 т. (82 т. и 4 доп.). — СПб. : Ф. А. Брокгауз, И. А. Ефрон, 1890—1907. (рос.)
- Гелон // Енциклопедія історії України : у 10 т. / редкол.: В. А. Смолій (голова) та ін. ; Інститут історії України НАН України. — К. : Наукова думка, 2004. — Т. 2 : Г — Д. — С. 68. — ISBN 966-00-0405-2.

### Книжки
- Владимир Сядро. Загадочный скифский город Гелон, или о чем не знал Геродот // 50 знаменитых загадок истории Украины. — Харків : Фоліо, 2010. (рос.)
- Бессонова С. С., Гаврилюк Н. О., Зубар В. М. та ін. Том 2. Скіфо-антична доба // Давня історія України (в трьох томах) / П. П. Толочко. — Київ : Наукова думка, 1998. — Т. 2. — 496 с. — ISBN 966-02-0726-3.
- Н. С. Абашина, М. Ю. Відейко, О. В. Гопкало та ін. Том 1. Від кіммерійців до Русі (Х ст. до н. е. — ІХ ст.) // Історія цивілізації. Україна / Т. І. Шкарупа. — Харків : Фоліо, 2019. — Т. 1. — 586 с. — ISBN 978-966-03-8941-0.

### Антична література
- Геродот. Історії в дев'яти книгах / переклад з давньогрецької А. Білецького. — Київ : Наукова думка, 1993.
- Вергілій. Георгики. — 29 до н.е. (рос.)
- Клавдіан. Проти Руфіна. — 396. (рос.)

### Статті
- А. П. Медведев. Гелон Геродота: к проблеме соотношения античного нарратива и историко-археологических реалий. — Саратов, 2002. — Т. «Античный мир и археология»., № 11. — С. 131—140. (рос.)